# Opheodrys
Genre
Opheodrys est un genre de serpents de la famille des Colubridae.

## Répartition
Les espèces de ce genre se rencontrent au Mexique, aux États-Unis et dans le sud du Canada.

## Liste des espèces
Selon The Reptile Database (12 mars 2012) :
- Opheodrys aestivus (Linnaeus, 1766)
- Opheodrys vernalis (Harlan, 1827) — Couleuvre verte

## Publication originale
- Fitzinger, 1843 : Systema Reptilium, fasciculus primus, Amblyglossae. Braumüller et Seidel, Wien, p. 1-106 (texte intégral).